# 327

## Eventos
- Inicia-se a construção da catedral de Antioquia.

## Nascimentos
- Zhang Chonghua - Rei de Former Liang (Dezasseis Reinos, China).